# Джонсон, Деннис
Деннис Уэйн «Ди Джей» Джонсон (англ. Dennis Wayne «DJ» Johnson; 18 сентября 1954, Сан-Педро, Лос-Анджелес, Калифорния — 22 февраля 2007, Остин, Техас) — американский профессиональный баскетболист, выступавший за клубы Национальной баскетбольной ассоциации (НБА) «Сиэтл Суперсоникс», «Финикс Санз», «Бостон Селтикс» и тренировавший «Лос-Анджелес Клипперс». Окончил старшую школу Домингеса, колледж Лос-Анджелес Харбор и Университет Пеппердайна.
Достаточно поздно начав карьеру, Джонсон преодолел трудности и стал успешным баскетболистом НБА. Задрафтованный под 29-м номером в 1976 году командой «Сиэтл Суперсоникс» Джонсон начал свою профессиональную карьеру на позиции атакующего защитника. В 1979 году он привёл «Соникс» к своему единственному чемпионству в НБА, став самым ценным игроком финала. После короткого периода в «Финикс Санз», Джонсон стал основным разыгрывающим защитником «Бостон Селтикс», где он ещё дважды становился чемпионом НБА. Джонсон 5 раз участвовал в матчах всех звёзд НБА, по одному разу включался в первую и вторую сборную всех звёзд НБА, 6 раз включался в первую сборную всех звёзд защиты НБА и 3 раза во вторую.
За Деннисом Джонсоном в «Бостон Селтикс» закреплён № 3. 5 апреля 2010 года Зал славы баскетбола имени Нейсмита объявил, что Деннис Джонсон посмертно будет занесён в Зал славы. Он официально был принят в Зал славы 13 августа того же года.

## Ранние годы
Деннис Уэйн Джонсон родился в Сан-Педро, а детство провёл в Комптоне (штат Калифорния), пригороде Лос-Анджелеса. Его отец был каменщиком, а мать работала социальным работником. В семье он был 8 из 16 детей. В детстве Деннис увлекался бейсболом. Отец научил его играть в баскетбол, однако у него не было ни роста, ни таланта, чтобы играть со своими ровесниками. Учась в старшей школе Домингеса, Деннис выходил на площадку всего на пару минут за игру. В то время его рост составлял 167 см. По окончании школы Деннис собирался поступить в Комптонский колледж, находившийся недалеко от его места проживания, однако в нём не нашлось стипендии для будущего баскетболиста, а денег у его семьи не было. Поэтому Джонсон решил найти себе работу. Он выполнял различную работу, включая работу водителя погрузчика, получая по 2,75 доллара в час. После трудового дня он играл вместе со своими братьями в летних лигах. В это время он значительно подрос до 190 см и стал очень хорошо прыгать, что позволяло ему выигрывать подборы даже у более высоких оппонентов.
Джим Уайт, тренер баскетбольной команды в лос-анджелесском Харбор Колледже, однажды увидел, как Джонсон играет в уличный баскетбол. Его поразила игра Денниса в защите и он предложил ему записаться в команду. Джонсон последовал его совету, поступил в колледж, где вместе с командой завоевал чемпионский титул штата среди младших курсов. Его средняя результативность составляла 18,3 очка и 12 подборов за игру. Однако молодой защитник отличался плохой дисциплиной, часто конфликтовал с Уайтом и за два года трижды отстранялся из команды.
По окончании колледжа два университета предложили Джонсону стипендию: Университет Азуса Пасифик и Университет Пеппердайн. Деннис выбрал Пеппердайн, где провёл один год. В среднем он набирал по 15,7 очков за игру, делал 5,8 подбора и 3,3 передачи и был включен в сборную всех звёзд конференции Западного побережья. С его приходом, университетская команда впервые с 1962 года вышла в финальный турнир NCAA, где обыграла в первом раунде Университет Мемфиса, но в следующем раунде уступила действующему чемпиону калифорнийскому университету в Лос-Анджелесе. Выступая за команду, он получил репутацию жёсткого защитника. Проучившись один год в университете, Джонсон решил выставить свою кандидатуру на драфт НБА, однако скептически оценивал свои шансы быть выбранным, так как был известен своими конфликтами с тренерами.

## Профессиональная карьера

### Сиэтл Суперсоникс (1976—1980)
Джонсон был выбран на драфте НБА 1976 года во втором раунде под 29 общим номером клубом «Сиэтл Суперсоникс». «Соникс» подписали с ним четырёхлетний контракт, по которому он получал от 45 000 долларов в первый год и до 90 000 в последний. В своём дебютном сезоне Деннис в основном выходил на замены, набираясь опыта у защитников клуба Слика Уоттса и Фреда Брауна. В сезоне средняя результативность Джонсона составила 9,2 очка и 1,5 передачи за игру. Регулярный чемпионат «Соникс» окончили с результатом 40—42 и не попали в плей-офф. В начале следующего сезона «Суперсоникс» проиграли 17 из 22 первых игр, и главный тренер Билл Рассел был заменён на Боба Хопкинса, которого вскоре сменил Ленни Уилкенс. Уилкинс дал Деннису место в стартовом составе. Получив больше игровых минут, Джонсон улучшил свою результативность, набирая в среднем за игру 12,7 очка и делая 2,8 передачи. В это время он играл на позиции атакующего защитника и получил известность за свою манеру агрессивного выполнения слэм-данков. Кроме него в команде играло ещё два игрока с фамилией Джонсон — Джон Джонсон и Винни Джонсон. Чтобы отличать их, комментатор Боб Блэкбурн дал ему прозвище Ди Джей, а двух других игроков называл Джей Джей и Ви Джей соответственно.
Закончив сезон с результатом 47—35 «Сиэтл Суперсоникс» вышли в плей-офф. Обыграв «Лос-Анджелес Лейкерс», действующих чемпионов «Портленд Трэйл Блэйзерс» и «Денвер Наггетс» клуб вышел в финал, где в семи матчах проиграл «Вашингтон Буллетс». В третьей игре серии Джонсон сделал семь блок-шотов, установив рекорд НБА по количеству блок-шотов за один матч в финальной серии для защитника. Однако, «Соникс» проиграли, частично из-за плохой игры Джонсона в последней, решающей игре. В ней Деннис промахнулся во всех из своих 14 бросков. Позже он сказал, что это был важный урок для него и он никогда его больше не повторит.
Уже в следующем сезоне «Соникс» удалось взять реванш. После завоевания титула чемпиона Тихоокеанского дивизиона, команда дошла до финала, где опять встретилась с «Буллетс». После проигрыша в первой игре, «Соникс» выиграли следующие четыре и завоевали титул чемпиона НБА. В финальной серии Джонсон в среднем за игру набирал 23 очка и делал 6 подборов и 6 передач. В четвёртой игре он набрал 32 очка и сделал 4 блок-шота, последний из которых был сделан за три секунды до конца матча при счёте 114—112. Джонсон удачно заблокировал атаку Кевина Герви, не дав перевести игру в третий овертайм. За свою игру он был назван самым ценным игроком финальной серии. Сам Джонсон сказал, что он был всего лишь «смешным чёрным парнем с рыжими волосами и веснушками» и что он лишь делал то, что надо было делать, так же как и его товарищи по команде. В этом же сезоне Деннис показал себя как один из лучших защитников в лиге, его средняя результативность составляла 15,9 очка за игру за что он был включён в первую сборную всех звёзд защиты и приглашён на матч всех звёзд.
В следующем сезоне Джонсон в среднем за игру набирал 19 очков и делал 4,1 передачу и вновь стал участником матча всех звёзд, включён в первую сборную всех звёзд защиты и во вторую сборную всех звёзд. Однако его команда проиграла в финале Западной конференции «Лейкерс», ведомым Мэджиком Джонсоном и Карим Абдул-Джаббаром. Деннис позже назвал этот проигрыш одним из самых больших разочарований в своей профессиональной карьере. В то же время тренер «Соникс», Уилкенс, стал все чаще высказывать недовольство Джонсоном, которого называл «раковой опухолью» команды. В конце сезона Джонсон был обменян в «Финикс Санз» на Пола Уэстфала. Уход Джонсона сразу же отразился на команде, которая в следующем сезоне одержала на 22 победы меньше.

### Финикс Санз (1980—1983)
Обмен двух примерно равных в баскетбольном плане защитников объяснялся тем, что оба игрока конфликтовали со своими тренерами. Поэтому обмен для двух команд пришёлся как нельзя кстати. Генеральный менеджер клуба Джерри Коланжело так прокомментировал эту сделку: «Мы получили более молодого игрока, и, возможно, лучшего защитника в НБА. Плюс мы получили хорошего игрока в подборе, а нам это было нужно». У болельщиков же этот обмен не вызвал большого резонанса, и мнения о том, хорошая или плохая эта сделка разделились примерно пополам. В Финиксе Джонсон зарекомендовал себя как высококачественный игрок. За три года в «Санз» его средняя результативность за сезон составляла от 14 до 20 очков. Он дважды приглашался на матчи всех звёзд, три раза подряд включался в сборные всех звёзд защиты и один раз был включён в первую сборную всех звёзд. В «Санз» Джонсон стал самым результативным игроком, в отличие от «Соникс», где он был вторым или третьим по результативности.
В первых двух сезонах в «Санз» его новый клуб выступал довольно успешно, дважды доходя до полуфинала Западной конференции. На третий же год «Санз» не смогли пройти дальше первого раунда. В Финиксе начала повторяться такая же ситуация, как и в Сиэтле — Джонсон начал всё чаще конфликтовать с главным тренером Джоном Маклеодом. Генеральный менеджер клуба Джерри Коланжело обменял его в «Бостон Селтикс» на Рика Роби и выборы на драфте. После ухода Джонсона «Санз», также как и «Соникс», стали выступать хуже, одержав в регулярном чемпионате без него на 12 побед меньше.

### Бостон Селтикс (1983—1990)
В сезоне 1982/83 «Селтикс» в очередной раз проиграли в плей-офф клубу «Филадельфия 76». Эта поражение стало возможным во многом из-за слабой задней линии Бостона. Поэтому генеральный менеджер «Селтикс» Рэд Ауэрбах добавил члена сборной всех звёзд защиты в свою команду. В то время в «Селтикс» была одна из лучших передних линий в истории НБА: Ларри Бёрд, Роберт Пэриш и Кевин Макхейл. Джонсон описал свой приход в Бостон словами «мечты сбываются» и был очень рад возможности играть под руководством Ауэрбаха, который был «живой историей».
В «Селтикс» Джонсон в третий раз за карьеру поменял свой стиль игры. В «Соникс» он был известен как атакующий защитник, выполняющий слэм-данки; в «Санз» он был главным бомбардиром. В «Селтикс» он переквалифицировался в разыгрывающего защитника. В дебютном сезоне в новой команде он в среднем за игру набирал по 13,2 очка и делал 4,2 передачи и был выбран во вторую сборную всех звёзд защиты. Его клуб дошёл до финала, где встретился с «Лос-Анджелес Лейкерс». «Селтикс» выиграли серию 4—3, а Джонсон показал себя как грамотный защитник, играя в защите против Мэджика Джонсона он не позволил последнему набирать более 17 очков за игру, а также из-за него разыгрывающий «Лейкерс» совершил несколько важных ошибок, повлиявших на исход серии. В результате, Мэджика Джонсона стали называть «Печальный Джонсон» каждый раз, когда «Лейкерс» и «Селтикс» играли друг против друга.
В сезоне 1984/85 продолжил показывать хорошую игру в защите и в очередной раз был выбран в состав второй сборной всех звёзд защиты. В среднем за игру он набирал 16,9 очка и делал 7,3 передачи. В финале «Селтикс» опять встретились с «Лейкерс». В четвёртой игре финальной серии именно бросок Джонсона на последних секундах принёс его клубу победу. При счёте 105—105 за несколько секунд до финального свистка мяч оказался у его партнёра Ларри Бёрда которого опекало сразу два игрока «Лейкерс» Карим Абдул-Джаббар и Мэджик Джонсон. Бёрд отдал передачу на свободного Джонсона, и тот забил мяч одновременно с финальной сиреной. Однако, в итоге победу в финальной серии одержали «Лейкерс». Джонсон описал это поражение как одно из самых тяжёлых в его карьере, потому что «Селтикс» были близки к победе, однако не смогли её одержать.
В следующем сезоне Джонсон опять показал хорошую статистику, набирая в среднем за игру по 17,8 очка и делая 6,7 передачи и опять был включён во вторую сборную всех звёзд защиты. Его клуб опять дошёл до финала НБА, где в шести играх обыграл «Хьюстон Рокетс», ведомые Ральфом Сэмпсоном и Хакимом Оладжьювоном. В пятой игре между Сэмпсоном и Джерри Ситчингом завязалась небольшая потасовка. Сэмспсон начал размахивать кулаками, попав Джонсону в левый глаз, когда тот пытался разнять игроков. За своё поведение Сэмпсон был удалён с площадки, а в следующем матче, проходившем в «Бостон-гарден», зрители освистывали его каждый раз, когда он получал мяч. Выиграв шестую, решающую игру, «Селтикс» завоевали очередной Кубок Ларри О’Брайена, а Деннис Джонсон завоевал свой третий титул чемпиона НБА.
В сезоне 1986/87 «Селтикс» не удалось повторить прошлогодний успех. В полуфинале Восточной конференции против «Милуоки Бакс», в решающей 7 игре за 1:30 до конца матча Джонсон показал отличную игру. Мяч «Селтикс» угрожал вылететь за пределы площадки, но Джонсон бросился за ним. В прыжке он достал мяч и бросил его обратно, попав в центрового «Бакс» Джека Сикму. Мяч отскочил от Сикмы, прежде чем выйти за пределы, и «Селтикс» сохранить владение. В следующем раунде, в финале Восточной конференции, «Селтикс» встретились с «Детройт Пистонс». Эта серия описывалась как противостояние двух соперничающих клубов, которое включало в себя большой уровень личной неприязни, резкие заявления и несколько физических стычек. В центре этого противостояния был центровой «Пистонс» Билл Лэймбир, который скандалил с Бёрдом и Пэришем. В 5 игре Джонсон стал ключевым игроком в победе своей команды. При счёте 107—106 Ларри Бёрд перехватил мяч у игрока «Пистонс» Айзея Томаса и отдал передачу на Джонсона, который забил решающий мяч. После этой комбинации комментатор «Селтикс» Джонни Мост произнёс одну из своих самых знаменитых фраз:

Перехват Бёрда! Пас Ди Джею, который забивает его! За одну секунду до конца! Какая игра Бёрда! Бёрд украл мяч, который вбрасывали, и перевёл его на Ди Джея, и Ди Джей положил его в кольцо, и Бостон вышел на одно очко вперёд за одну секунду до конца! Вот это да, это место сходит с ума!!!
Оригинальный текст (англ.)Now there's a steal by Bird! Underneath to DJ who lays it in! Right at one second left! What a play by Bird! Bird stole the inbounding pass, laid it up to DJ, and DJ laid it up and in, and Boston has a one-point lead with one second left! Oh my, this place is going crazy!!!.

По словам Джонсона эта игра стала самой любимой в его карьере. Шестая и седьмая игра также запомнилась противостоянием между игроками двух команд. На этот раз в его центре оказались Деннис Родман и Джонсон. В шестой игре, которую выиграли «Пистонс», Родман дразнил Джонсона на последних секундах матча, махая своей правой рукой над его головой. В седьмой же игре, Джонсон отплатил Родману тем же, повторив на последних секундах игры жест Родмана. В финале НБА «Селтикс» проиграли «Лос-Анджелес Лейкерс» в шести играх.
Следующие три сезона стали разочарованием для «Селтикс». В сезоне 1987/88 Джонсон в среднем за игру набирал 12,6 очка и делал 7,8 передачи, однако в следующем его результативность упала до 10 очков и 6,6 передачи за игру. Его клуб вышел в плей-офф, где проиграл уже в первом раунде. Сезон 1989/90 стал последним для Джонсона. 35-летний разыгрывающий защитник уступил место в стартовом составе молодому Джону Бэгли. Однако из-за вывиха плеча Бэгли Джонсон вернулся в стартовый состав, показывая высокий уровень игры, за что тренер клуба Джими Роджерс называл «наш склеивающий человек». В этом сезоне Джонсон вышел в стартовом составе в 65 из 75 игр, набирая в среднем за игру по 7,1 очка и делая 6,5 передачи.
Перед началом сезона 1991/92 «Селтикс» не предложили Джонсону контракт и он решил завершить карьеру. Во время церемонии прощания, его многолетний соперник из «Лос-Анджелес Лейкерс» прислал телеграмму, в которой назвал Денниса «лучшим защитником задней линии в истории». А его одноклубник и трёхкратный обладатель титула самого ценного игрока Ларри Бёрд назвал Джонсона лучшим товарищем по команде, который у него когда-либо был.

### После завершения игровой карьеры
После завершения игровой карьеры Джонсон работал скаутом в «Бостон Селтикс». В 1993 году он стал ассистентом главного тренера «Селтикс» и занимал этот пост до 1997 года. C 1999 по 2000 год он руководил клубом «Ла-Кросс Бобкэтс» из Континентальной баскетбольной ассоциации. В 2000 году он стал ассистентом тренера в «Лос-Анджелес Клипперс», где провёл последующие 4 сезона. В сезоне 2002/03 он на протяжении 24 игр в конце сезона исполнял обязанности главного тренера после того, как Элвин Джентри покинул команду. Позже Джонсон работал скаутом в «Портленд Трэйл Блэйзерс», а в 2004 году стал главным тренером клуба Лиги развития НБА «Флорида Флэймз». В следующем году он перешёл на такую же должность в клуб «Остин Торос», которую занимал до самой своей смерти в 2007 году.

## Личная жизнь
Деннис Джонсон женился на Донне в 1976 году и прожил с ней 31 год, до самой своей смерти. У пары родилось трое детей: Дуэйн, Дениз и Даниэль. 20 октября 1997 года Деннис был арестован и просидел ночь под стражей по обвинению в том, что приставил нож к горлу своей жене и угрожал своему семнадцатилетнему сыну. Позже он был обвинен в нападении при отягчающих обстоятельствах и ему было постановлено держаться подальше от семьи. Несколько месяцев спустя прокуратура закрыла это дело, так как Донна отказалась выдвигать обвинения против своего мужа.

### Смерть
22 февраля 2007 года в Выставочном центре Остина во время тренировки «Остин Торос» у Джонсона случился сердечный приступ и он потерял сознание. Он был доставлен в ближайшую больницу, где умер не приходя в сознание. Прощальная панихида прошла 25 февраля в Остине, а похороны 2 марта в Ранчо Палос Верде. На похоронах присутствовало более 1000 человек, среди которых были бывшие одноклубники по «Селтикс» Ларри Бёрд, Кевин Макхейл, Дэнни Эйндж; бывшие игроки НБА Майкл Купер и Норм Никсон; тренер «Лос-Анджелес Клипперс» Майк Данливи и помощник главного тренера «Финикс Санз» Элвин Джентри, которого Джонсон сменил на посту тренера «Клипперс» в сезоне 2002/03. Гроб на похоронах несли игроки «Торос». Его бывший товарищ по команде Дэнни Эйндж назвал его «самым недооценённым игроком в истории…и одним из лучших приобретений „Селтикс“». Билл Лэймбир, один из соперников на баскетбольной площадке Денниса, сказал, что Джонсон был «великим игроком великого клуба».

## Наследие

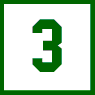
В 1991 году «Селтикс» закрепили за Джонсоном № 3

В 1100 матчах, проведённых в НБА, Джонсон набрал 15 535 очков, сделал 4249 подборов и 5499 передач. Имея репутацию хорошего защитника, он девять раз подряд выбирался в первую или во вторую сборную всех звёзд защиты. Джонсон также считается игроком, способным в решающий момент решить исход поединка в пользу своей команды. Так, например, он набрал 32 очка в победной для его клуба 4 игре финальной серии 1979 года, хорошо сыграл в обороне против Мэджика Джонсона в финале 1984 года или забил победный мяч на последних секундах в 5 игре финала Восточной конференции.
Джонсон также получил известность за свою выносливость: за 14 сезонов в НБА он вышел на паркет в 1100 матчах из 1148 возможных и участвовал в 180 играх плей-офф. Во время завершения своей карьеры, Джонсон был всего 11 игроком в истории НБА, которые смогли за карьеру набрать более 15 000 очков и сделать более 5000 передач.
13 декабря 1991 года «Селтикс» закрепили за ним номер 3. Джонсон сказал, что он всегда будет частью «Бостон Селтикс» и то, что он видит свой номер под крышей домашней арены для него «особое чувство». Однако Джонсон так и не дожил до того, как его включили в Зал славы баскетбола. Журналист ESPN Билл Симмонс назвал Зал славы «постоянной несправедливостью», так как, по его мнению, например, член Зала славы Джо Думарс был известен хорошей игрой в защите, а не высокой результативностью. Так и Джонсон — не было никого лучше, чем он. Коллега Симмонса, Кен Шулер, назвал Джонсона «одним из первых, кого бы я избрал в Зал славы». Товарищ Джонсона по команде Ларри Бёрд назвал того в своей автобиографической книге Drive лучшим напарником, какой у него когда-либо был. 3 апреля 2010 года ESPN Boston сообщил, что Джонсон был посмертно введён в баскетбольный Зал славы. Через два дня эта информация была официально подтверждена, после того как Зал славы выпустил пресс-релиз с именами тех, кто будет включён в 2010 году.
26 октября 2007 года в Бостоне был открыт учебный центр, названный в его честь. Открытие центра стала возможным благодаря благотворительным взносам Ларри Бёрда и М. Л. Карра. На церемонии перерезании ленточки присутствовала семья Джонсона, Дэнни Эйндж, Карр, члены YMCA и местное руководство. На церемонии Донна Джонсона сказала: «Если бы Деннис был жив, он был бы действительно признателен и ему бы очень понравилась идея строительства учебного центра».
В честь Деннис Джонсона была названа награда тренеру года Лиги развития НБА (англ. Dennis Johnson Coach of the Year).

## Награды и достижения
по данным
- Член Зала славы баскетбола (2010)
- 3 раза становился чемпионом НБА (1979, 1984, 1986)
- Самый ценный игрок финала НБА (1979)
- 5 раз участвовал в матчах всех звёзд НБА (1979—1982, 1985)
- Член первой сборной всех звёзд НБА (1981)
- Член второй сборной всех звёзд НБА (1980)
- 6 раза включался в состав первой сборной всех звёзд защиты НБА (1979—1983, 1987)
- 3 раза включался в состав второй сборной всех звёзд защиты НБА (1984—1986)
- За ним закреплён № 3 в «Бостон Селтикс»

## Статистика

### Статистика в НБА
| Сезон                                                                                    | Команда | Регулярный сезон | Регулярный сезон | Регулярный сезон | Регулярный сезон | Регулярный сезон | Регулярный сезон | Регулярный сезон | Регулярный сезон | Регулярный сезон | Регулярный сезон | Регулярный сезон | Серия плей-офф | Серия плей-офф | Серия плей-офф | Серия плей-офф | Серия плей-офф | Серия плей-офф | Серия плей-офф | Серия плей-офф | Серия плей-офф | Серия плей-офф | Серия плей-офф |
| Сезон                                                                                    | Команда | GP               | GS               | MPG              | FG%              | 3P%              | FT%              | RPG              | APG              | SPG              | BPG              | PPG              | GP             | GS             | MPG            | FG%            | 3P%            | FT%            | RPG            | APG            | SPG            | BPG            | PPG            |
| ---------------------------------------------------------------------------------------- | ------- | ---------------- | ---------------- | ---------------- | ---------------- | ---------------- | ---------------- | ---------------- | ---------------- | ---------------- | ---------------- | ---------------- | -------------- | -------------- | -------------- | -------------- | -------------- | -------------- | -------------- | -------------- | -------------- | -------------- | -------------- |
| 1976/77                                                                                  | Сиэтл   | 81               |                  | 20,6             | 50,4             |                  | 62,4             | 3,7              | 1,5              | 1,5              | 0,7              | 9,2              | Не участвовал  | Не участвовал  | Не участвовал  | Не участвовал  | Не участвовал  | Не участвовал  | Не участвовал  | Не участвовал  | Не участвовал  | Не участвовал  | Не участвовал  |
| 1977/78                                                                                  | Сиэтл   | 81               |                  | 27,3             | 41,7             |                  | 73,2             | 3,6              | 2,8              | 1,5              | 0,6              | 12,7             | 22             |                | 37,6           | 41,2           |                | 70,4           | 4,6            | 3,3            | 1,0            | 1,0            | 16,1           |
| 1978/79                                                                                  | Сиэтл   | 80               |                  | 34,0             | 43,4             |                  | 78,1             | 4,7              | 3,5              | 1,3              | 1,2              | 15,9             | 17             |                | 40,1           | 45,0           |                | 77,1           | 6,1            | 4,1            | 1,6            | 1,5            | 20,9           |
| 1979/80                                                                                  | Сиэтл   | 81               |                  | 36,3             | 42,2             | 20,7             | 78,0             | 5,1              | 4,1              | 1,8              | 1,0              | 19,0             | 15             |                | 38,8           | 41,0           | 33,3           | 83,9           | 4,3            | 3,8            | 1,8            | 0,7            | 17,1           |
| 1980/81                                                                                  | Финикс  | 79               |                  | 33,1             | 43,6             | 21,6             | 82,0             | 4,6              | 3,7              | 1,7              | 0,8              | 18,8             | 7              |                | 38,1           | 47,3           | 20,0           | 76,2           | 4,7            | 2,9            | 1,3            | 1,3            | 19,6           |
| 1981/82                                                                                  | Финикс  | 80               | 77               | 36,7             | 47,0             | 19,0             | 80,6             | 5,1              | 4,6              | 1,3              | 0,7              | 19,5             | 7              | 0              | 38,7           | 47,7           | 0,0            | 76,9           | 4,4            | 4,6            | 2,1            | 0,6            | 22,3           |
| 1982/83                                                                                  | Финикс  | 77               | 74               | 33,1             | 46,2             | 16,1             | 79,1             | 4,4              | 5,0              | 1,3              | 0,5              | 14,2             | 3              | 0              | 36,0           | 45,8           | 0,0            | 83,3           | 7,7            | 5,7            | 1,7            | 0,7            | 18,0           |
| 1983/84                                                                                  | Бостон  | 80               | 78               | 33,3             | 43,7             | 12,5             | 85,2             | 3,5              | 4,2              | 1,2              | 0,7              | 13,2             | 22             | 0              | 36,7           | 40,4           | 42,9           | 86,7           | 3,6            | 4,4            | 1,1            | 0,3            | 16,6           |
| 1984/85                                                                                  | Бостон  | 80               | 77               | 37,2             | 46,2             | 26,9             | 85,3             | 4,0              | 6,8              | 1,2              | 0,5              | 15,7             | 21             | 21             | 40,4           | 44,5           | 0,0            | 86,0           | 4,0            | 7,3            | 1,5            | 0,4            | 17,3           |
| 1985/86                                                                                  | Бостон  | 78               | 78               | 35,0             | 45,5             | 14,3             | 81,8             | 3,4              | 5,8              | 1,4              | 0,4              | 15,6             | 18             | 18             | 39,7           | 44,5           | 37,5           | 79,8           | 4,2            | 5,9            | 2,2            | 0,3            | 16,2           |
| 1986/87                                                                                  | Бостон  | 79               | 78               | 37,1             | 44,4             | 11,3             | 83,3             | 3,3              | 7,5              | 1,1              | 0,5              | 13,4             | 23             | 23             | 41,9           | 46,5           | 11,5           | 85,0           | 4,0            | 8,9            | 0,7            | 0,3            | 18,9           |
| 1987/88                                                                                  | Бостон  | 77               | 74               | 34,7             | 43,8             | 26,1             | 85,6             | 3,1              | 7,8              | 1,2              | 0,4              | 12,6             | 17             | 17             | 41,3           | 43,3           | 37,5           | 79,6           | 4,5            | 8,2            | 1,4            | 0,5            | 15,9           |
| 1988/89                                                                                  | Бостон  | 72               | 72               | 32,0             | 43,4             | 14,0             | 82,1             | 2,6              | 6,6              | 1,3              | 0,3              | 10,0             | 3              | 1              | 19,7           | 26,7           | -              | -              | 1,3            | 3,0            | 1,0            | 0,0            | 2,7            |
| 1989/90                                                                                  | Бостон  | 75               | 65               | 27,1             | 43,4             | 4,2              | 84,3             | 2,7              | 6,5              | 1,1              | 0,2              | 7,1              | 5              | 5              | 32,4           | 48,4           | 33,3           | 100,0          | 2,8            | 5,6            | 0,4            | 0,4            | 13,8           |
|                                                                                          | Всего   | 1100             | 673              | 32,7             | 44,5             | 17,2             | 79,7             | 3,9              | 5,0              | 1,3              | 0,6              | 14,1             | 180            | 85             | 38,9           | 43,9           | 23,9           | 80,2           | 4,3            | 5,6            | 1,4            | 0,6            | 17,3           |
| Наведите курсор мыши на аббревиатуры в заголовке таблицы, чтобы прочесть их расшифровку. |         |                  |                  |                  |                  |                  |                  |                  |                  |                  |                  |                  |                |                |                |                |                |                |                |                |                |                |                |

### Статистика в NCAA
| Сезон | Команда    | Conf  | Class | GP | GS | MPG  | FG%  | 3P% | FT%  | RPG | APG | SPG | BPG | PPG  |
| --- | ---------- | ----- | ----- | -- | -- | ---- | ---- | --- | ---- | --- | --- | --- | --- | ---- |
| 1975/76 | Пеппердайн | WCAC  | JR    | 27 |    | 34,4 | 47,9 |     | 56,3 | 5,8 | 2,4 |     |     | 15,7 |
| Всего | Всего      | Всего | Всего | 27 |    | 34,4 | 47,9 |     | 56,3 | 5,8 | 2,4 |     |     | 15,7 |
| Наведите курсор мыши на аббревиатуры в заголовке таблицы, чтобы прочесть их расшифровку Статистика приведена с сайта sports-reference.com |            |       |       |    |    |      |      |     |      |     |     |     |     |      |